# Matuska Alajos
Matuska  Alajos (Nagyradna, 1847. július 23. – Budapest, 1934. február 25.
) Jogász, a fővárosi közgazdasági és közélelmezési ügyosztály megteremtője, 1897-től 1906-ig Budapest alpolgármestere és a Ferenc József-rend lovagkeresztjének birtokosa. A hazai gyermekvédelem elkötelezett támogatója, a fővárosi vásárcsarnok-rendszer kiépítője.

## Életpályája
A Trencsén vármegyei Nagyradnán született Matuska József és Thuróczy Anna gyermekeként. Gimnáziumi tanulmányait Esztergomban végezte. 1865-ben Pesten jogot hallgat, majd még ugyanebben az évben Pest város szolgálatába áll. Két évvel később számsegéddé, majd számtisztté választják. Pest, Buda és Óbuda 1873. november 17-i egyesítését követően V. kerületi jegyzővé, három évvel később tanácsjegyzővé választják.
1883-ig az Ipari, rendészeti és szegényügyi ügyosztályon dolgozik. Abban az időben alig van a fővárosnak olyan ipari vagy rendészeti témában elfogadott rendelete, melynek előkészítésében ne vett volna részt. Munkája során több külföldi tanulmányutat tett, melynek során tanulmányozta a belga javítóintézeteket is.
A hazai gyermekvédelem ügyének elkötelezett támogatója volt, részt vette abban a szervezőmunkában, melynek eredményeképpen 1899. szeptember 13-17-én Budapesten került megrendezésre a Nemzetközi Gyermekvédő Kongresszus.
Hathatós közbenjárásának köszönhetően 1885-ben megalakul a Közgazdasági- és közélelmezési ügyosztály, melynek első vezetője lesz. Vezetőként részt vett a fővárosi központi és kerületi vásárcsarnokokból álló rendszer kiépítésében. Ennek során amellett kardoskodott, hogy fontosabb a haszonnál, hogy olcsó és jó minőségű élelmiszert tudjanak a fővárosi vásárlók beszerezni a vásárcsarnokokban. Nevéhez fűződik a Közvágóhíd kibővítése és a marhavásár fejlesztése, valamint a piaci rendészet szervezése.
1897-ben megválasztották alpolgármesterré és 1897 március 9-én megkapta a Ferenc-József-rend lovagkeresztjét.
1922. március 2-án Budapesten feleségül veszi a nála 27 évvel fiatalabb Kardoss Krisztinát.
1934. február 25-én szívgyengeségben hal meg.